# 케빈 P. 팔리

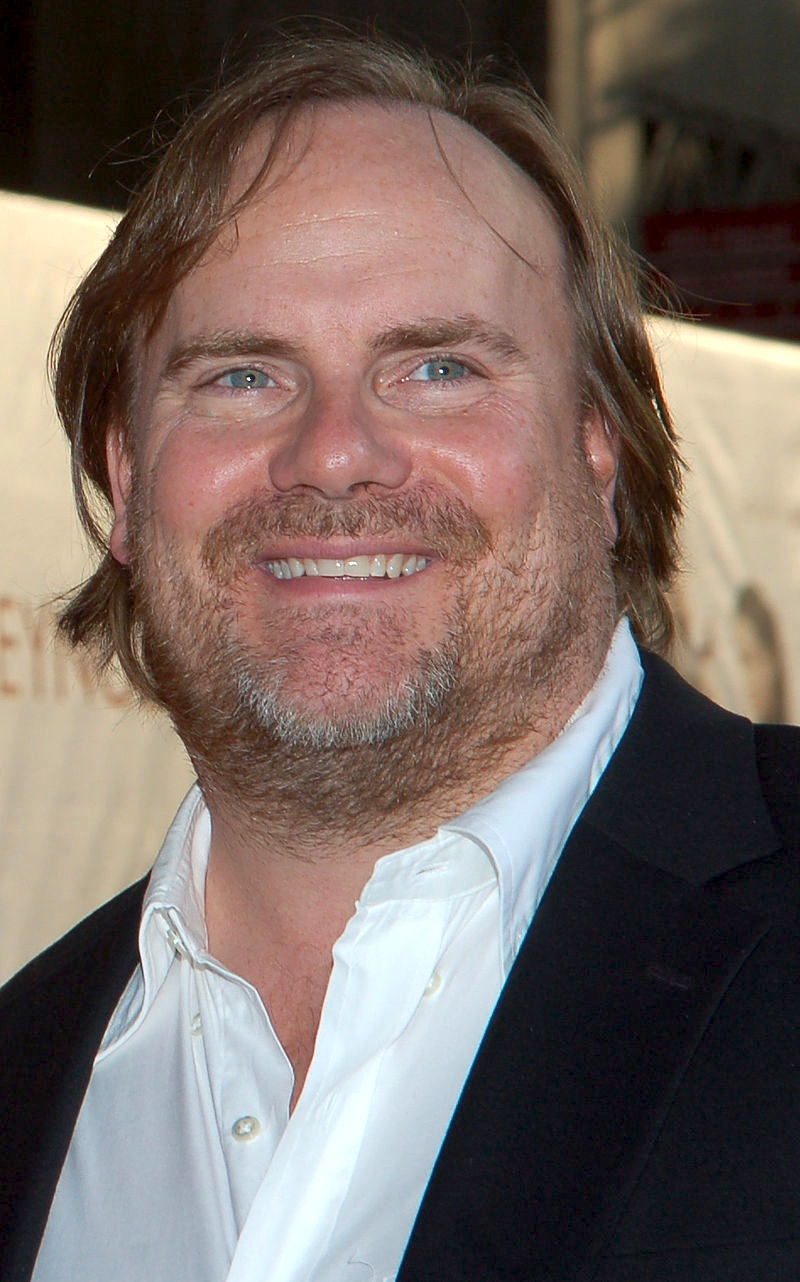

케빈 P. 팔리(Kevin Farley, 1965년 6월 8일 ~ )는 미국의 작곡가, 가수, 배우이다.
매디슨에서 태어났다.

## 출연 작품
- 피칭 텐츠 (2017년)
- 스틸 더 킹 (2016년)
- My Not So Irish Bride (2014)
- 아미 브랏츠 (2014년)
- 화이트 나이트 (2011년) - 부바 역
- 위너: 베스트 쇼트 필름 (2010년) - "디렉터" 역
- 헐리우드 & 와인 (2010년)
- 아메리칸 캐롤 (2008, An American Carol) - 마이클 역
- 블론드 앤 블론더 (2007년) - 리오 역
- 대니 로앤: 퍼스트 타임 디렉터 (2006년)
- 콜백 (2005년)
- 조이 (2004년)
- 존슨 가족의 휴가 (2004년) - 스톨 가이 역
- 딕키 로버츠 - 왕년의 아역 스타 (2003년)
- 헬로우 프랭크 (2002년)
- 조는 못말려 (2001년)
- 그 남자에겐 뭔가 특별한 향기가 있다 (2000년)
- 스트레이트 스토리 (1999년)
- 워터보이 (1998년)

### 텔레비전
- 트루 잭슨 (2009-11)